# Lisa McCorkell
Lisa McCorkell es una investigadora de salud pública y analista de políticas de salud estadounidense, activista por la lucha contra la COVID-19 persistente que cofundó el Patient-Led Research Collaborative (PLRC). McCorkell cofundó PLRC junto con Hannah Davis y otras tres personas con COVID-19 persistente, varias de las cuales tenían experiencia previa en investigación. Estaban frustrados por la falta de investigación sobre los impactos a largo plazo de una infección por COVID-19 en los primeros días de la pandemia de COVID-19. El PLRC publicaría el primer estudio importante sobre COVID-19 prolongado. Fue nombrada una de las 10 personas más influyentes de la revista Nature en 2022, reconociéndola como una persona que «influyó en la ciencia en 2022».

## Educación y vida personal
McCorkell estudió Ciencias Políticas para su licenciatura en la Universidad de California en Los Ángeles, y obtuvo su maestría en Políticas Públicas de la Universidad de California en Berkeley. A 2021, trabajó como analista de políticas en el Departamento de Servicios Sociales de California, en CalFresh. Ha realizado investigaciones sobre el tema del empleo y el trabajo, como un estudio sobre el efecto de la programación estable para los trabajadores del comercio minorista.
McCorkell sufrió un episodio leve de COVID-19 en marzo de 2020. En agosto, comenzó a sentirse mejor y se unió a una clase de ejercicios, lo que resultó en una visita a la sala de emergencias debido a problemas respiratorios. Posteriormente le diagnosticaron síndrome de taquicardia ortostática postural y también ha tenido malestar posesfuerzo, que empeora otros síntomas.

## Patient-Led Research Collaborative
Después de leer un artículo sobre la COVID-19 persistente escrito por Fiona Lowenstein en The New York Times, McCorkell y otros futuros fundadores del Patient-Led Research Collaborative (PLRC, «Colaboración de investigación dirigida por pacientes») se unieron al grupo de apoyo COVID-19 de Body Politic. Se formó un equipo para estudiar la COVID-19 persistente. Gina Assaf lanzó una encuesta inicial en abril de 2020 y McCorkell ayudó a analizar lo que sería la primera investigación publicada sobre COVID-19 persistente unas semanas después. La encuesta destacó que los problemas neurológicos eran comunes en la COVID-19. Una segunda encuesta detalló cómo evolucionaron los síntomas durante un período de 7 meses.
McCorkell cofundó el PLRC junto con otras cuatro mujeres con COVID-19 persistente. La organización realiza investigaciones por sí misma, pero también brinda asesoramiento sobre cómo diseñar investigaciones y financia estudios sobre la COVID-19 persistente y otras enfermedades crónicas. En 2021, McCorkell testificó ante el Subcomité de Salud del Comité de Energía y Comercio de la Cámara de Representantes. McCorkell abandonó la PLRC en 2025.

## Publicaciones seleccionadas
- Davis H. E., Assaf G. S., McCorkell L., Wei H., Low R. J., Re'em Y., Redfield S., Austin J. P., Akrami A. Characterizing long COVID in an international cohort: 7 months of symptoms and their impact. eClinicalMedicine. 38:101019 (2021). https://doi.org/10.1016/j.eclinm.2021.101019
- Davis H. E., McCorkell L., Vogel J. M., Topol E. J. Long COVID: major findings, mechanisms, and recommendations. Nature Reviews Microbiology. 21(3): 133-146 (2023). https://doi.org/10.1038/s41579-022-00846-2
- Al-Aly Z., Davis H., McCorkell L., Soares L., Wulf-Hanson S., Iwasaki A., Topol E. J. Long COVID science, research and policy. Nature Medicine. volumen 30, páginas 2148-2164 (2024). https://doi.org/10.1038/s41591-024-03173-6